# Túnel de Albula
O Túnel de Albula, é um túnel ferroviário na linha de Albula no cantão de Grisões, na Suíça, na linha na Ferrovia Rética (RhB) entre Thusis e São Moritz, linha que comporta 39 tuneis e 55 pontes entre as quais o viaduto Landwasser.

## Características
O túnel começou a ser construído em 1898 e entrou em serviço em 10  de julho de 1904 (120 anos). Encontra-se a 1 823 m de altitude e faz parte do Caminho de ferro Rético

## Utilização
O túnel de Albula é utilizado turisticamente pelo Expresso Bernina e enquanto que em combóio de mercadorias, permite o transporte multimodal ou transporte combinado acompanhado entre Thusis e Samedan no .